# Giacomo Tritto
Giacomo Domenico Mario Antonio Pasquale Giuseppe Di Tritto (né le 2 avril 1733 à Altamura, alors partie du royaume de Naples – mort à Naples le 16 septembre 1824) est un compositeur italien de la fin du XVIIIe et du début du XIXe siècle. 

## Source de traduction
- (it) Cet article est partiellement ou en totalité issu de l’article de Wikipédia en italien intitulé « Giacomo Tritto » (voir la liste des auteurs).